# Lazurne (Jersón)
Lazurne (en ucraniano: Лазурне; en ruso: Лазурное, romanizado: Lazurnoye) es un pueblo ucraniano perteneciente al óblast de Jersón. Situado en el sur del país, forma parte del raión de Skadovsk y del municipio (hromada) de Lazurne.
El pueblo se encuentra ocupado por Rusia desde abril de 2022 en el marco de la invasión rusa de Ucrania.

## Geografía
Lazurne se encuentra a 28 kilómetros al oeste de Skadovsk y a 100 km de Jersón. Está en la costa de la bahía de Karkinit, en frente de la isla de Dzharilgach. 

## Historia
La primera mención escrita de Lazurne data de 1803, cuando fue fundada por el francés William Rouvier y nombrado Sofivka (en ucraniano: Софіївку) en honor a su hija Sofía.
En 1920, el pueblo recibió el nombre de Novoleksivka (en ucraniano: Новоолексіївка).  A pesar de que en 1917-1921, Novoleksivka estuvo fuera del teatro de hostilidades de los ejércitos en guerra, la mayoría de los aldeanos aún consideraba hostil el establecimiento en el poder de los bolcheviques. En 1923, Lazurne se convirtió en parte del raión de Skadovsk recién creado. En la década de 1930, la ola de represión política que se extendió por la URSS también afectó a Novooleksiivka y los pueblos y granjas de los alrededores. 
Lazurne recibió su nombre moderno y su condición de asentamiento de tipo urbano el 2 de diciembre de 1975.
En 2022, durante la invasión rusa de Ucrania, Lazurne fue ocupado después de la caída de Skadovsk en abril. El 24 de junio de 2022, la Fiscalía General de Ucrania denunció sospechas de traición y colaboracionismo a Serhii Belyk, jefe del consejo local del asentamiento de Lazurne. El 17 de julio de 2022, las Fuerzas Armadas de Ucrania destruyeron el cuartel general, el cuartel y el almacén de municiones rusos en Lazurne.
En 2023, Lazurne perdió el estatus de asentamiento de tipo urbano en la legislación ucraniana debido a la eliminación de este estatus administrativo.

## Demografía
La evolución de la población de Lazurne entre 2001 y 2021 fue la siguiente:
| 3277                                                          | 3230 | 3214 | 3176 | 3140 | 3119 | 3098 |
| (Fuente: Cities & Towns of Ukraine y UKRAINE: Größere Städte) |      |      |      |      |      |      |

Según el censo de 2001, la lengua materna de la mayoría de los habitantes, el 85,2%, es el ucraniano; del 12,97% es el ruso.

## Infraestructura

### Arquitectura, monumentos y lugares de interés
El asentamiento es un gran centro recreativo costero climático de la región. Hay alrededor de 30 albergues y campamentos de verano en Lazurne.

### Transporte
La estación de tren más cercana, Brilivka, se encuentra a 80 km.  